# 林元善
林 元善（はやし もとよし）は、戦国時代から江戸時代初期にかけての武将。毛利氏家臣で長州藩士。牛の皮城主。父は林就長。

## 生涯
永禄元年（1558年）、毛利氏家臣である林就長の子として生まれ、元亀3年（1572年）に石見国邇摩郡の金剛山安楽寺の諸堂と七坊を再興する。
天正6年（1578年）6月21日、播磨国上月城の戦いにて功を立て、6月28日に毛利輝元より感状を得る。
豊臣政権下においては、父・就長と共に毛利家と豊臣家の渉外を任されており、天正16年（1588年）7月、豊臣秀吉によって父・就長が従五位下・肥前守に任じられるのと同時に、元善も従五位下・志摩守に叙任された。
文禄3年（1594年）9月3日、毛利輝元より備後・安芸・周防の3ヶ国で合計2290石の所領を安堵される。
慶長5年（1600年）の関ヶ原の戦いの後に毛利氏が防長2ヶ国に減封されると、元善も周防国へ移って毛利秀就に仕え、慶長14年（1609年）12月6日に52歳で死去。12月16日に嫡男の元直が家督と知行を継ぎ、次男の元由には200石の地が分知された。また同日には、三男の元之にかつて林就長が知行していた120石が与えられた。子孫は萩藩大組として残る。

## 参考資料
- 『萩藩閥閲録』巻91「林平八」
- 岡部忠夫『萩藩諸家系譜』（マツノ書店、1999年）
- 『静間教育百年史』
- 『毛利輝元知行宛行状』